# Operace GJS
Operace GJS (hebrejsky:  מבצע גי״ס, Mivca GJS, podle akronymu Operace Giv'ati, Jiftach, Sergej) byla vojenská akce provedená koncem července 1948 během první izraelsko-arabské války izraelskou armádou. Jejím cílem bylo prolomit egyptskou frontu v okolí města al-Faludža na severním okraji Negevské pouště. Navazovala na předchozí Operaci An-Far a Operaci Mavet la-poleš.

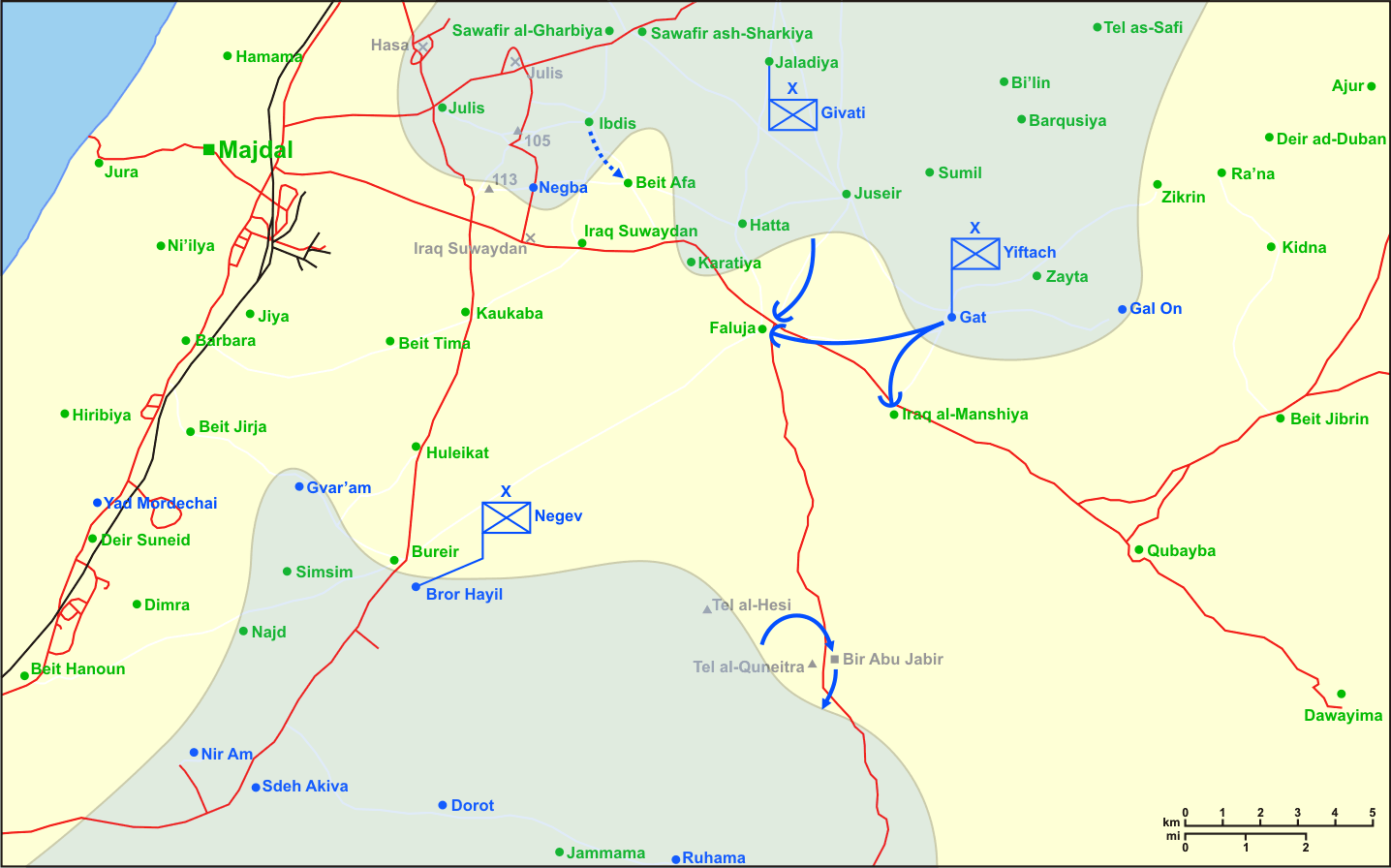
Pohyby vojsk v rámci Operace GJS 1, tmavší plocha: území obsazené Izraelem, světlejší plocha: egyptský zábor

V květnu 1948 začala první arabsko-izraelská válka, která na rozdíl od předchozí fáze, takzvané občanské války v Palestině, měla již jednoznačný charakter konvenčního konfliktu, do kterého se navíc zapojilo několik invazních armád sousedních arabských států. V Negevu operovala egyptská armáda, která se odtud tlačila směrem do centra země a k Jeruzalému. Poblíž arabského města al-Faludža (dnes zde stojí židovské město Kirjat Gat) obsadili Egypťané klíčovou silniční křižovatku a docílili tak toho, že velká oblast židovských osad jižněji odtud v Negevské poušti, byla odříznuta od zbytku izraelského území. Počátkem července 1948 vypršelo krátké příměří a následovalo intenzivní období bojů.  Izraelská Operace An-Far ani Operace Mavet la-poleš nedokázaly tento egyptský opěrný bod zničit. Od poloviny července 1948 bylo navíc vyhlášeno příměří a tato pro Izraelce strategicky nevýhodná situace se začínala měnit na trvalou. Egyptská frontová linie nebyla natolik kompaktní, aby bránila Izraelům v noci pozemními stezkami sporadicky přecházet z jihu Negevu na sever a naopak, ale politicky bylo pro Izrael nemožné vznášet nárok na Negev, dokud nebyl fakticky kontrolován židovským státem.
Operaci GJS provedla Brigáda Giv'ati, Brigáda Jiftach a Brigáda Sergej (Negevská brigáda), jejichž jména jsou přítomny v názvu operace. Cílem bylo pomocí demonstrace síly, spíše logistickou než vojenskou metodou, docílit egyptského souhlasu s průjezdem izraelských konvojů napříč egyptským koridorem u Faludžy a arabské vesnice Irak al-Manšija. Akce sestávala ze dvou fází, Operace GJS 1 proběhla od 27. července, GJS 2 na přelomu července a srpna. Ani jedna nebyla úspěšná a židovské konvoje nedokázaly překonat egyptské pozice. Zásobování židovských osad odříznutých na jihu země probíhalo až do podzimních bojů letecky. Mezi srpnem a říjnem 1948 byla takto spuštěna Operace Avak v podobě pravidelného leteckého mostu mezi Izraelem a odříznutým jihem státu.